# Augustin Dassy
Augustin Dassy, dit le docteur Dassy, né en 19 août 1743 à Monléon-Magnoac et mort le 31 mars 1795 à Fontainebleau, est un médecin français, proche de la Cour et notamment d’Élisabeth de France.

## Biographie

### Origines et carrière

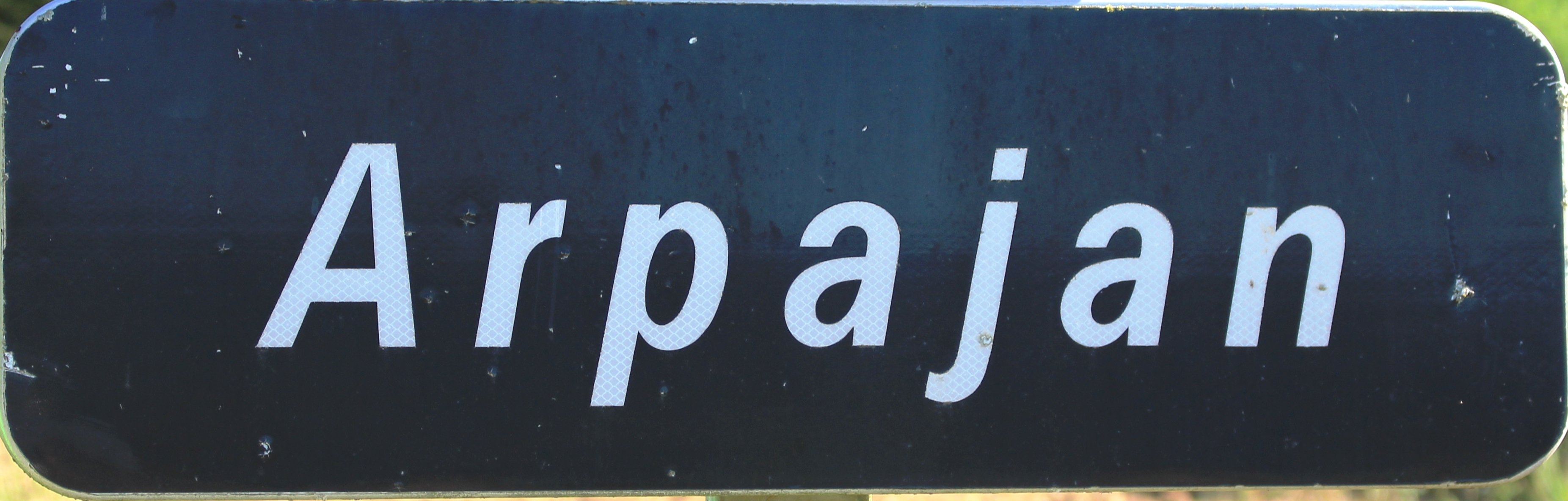
Panneau de signalisation routière indiquant le lieu-dit Arpajan à Monléon-Magnoac.

Augustin Dassy Darpagean (ou Danglejean) naît le 19 août 1743 à Monléon, dans le département actuel des Hautes-Pyrénées, au sud de la France ; il est baptisé le lendemain,,. Il est le fils de Pierre Dassy (docteur en médecine) et de Rose Dariès,. Poursuivant la voie de son père, il obtient lui-même un doctorat en médecine de la Faculté de Toulouse et exerce un certain temps dans la région,.
À l’âge de 31 ans, il s’installe à Fontainebleau et s’y lie d’amitié avec Louis Guillaume Le Monnier —  botaniste, qui devient en 1788 Premier médecin du roi et médecin des Enfants de France et qui est par ailleurs à l’origine de la plantations de pins sylvestres dans la forêt de Fontainebleau. C’est en le joignant qu’ils font découvrir tous les deux les curiosités de la forêt aux princesses de la cour de Louis XV,.
Le 6 juin 1785, il acquit un terrain de deux arpents au nord de Fontainebleau en vue de construire un hôtel particulier. Il l’aurait fait ériger pour Madame Élisabeth, bien qu’il puisse s’agir d’une légende,.

### Révolution
Durant la Révolution, les jacobins emprisonnent Dassy pendant six mois en raison « de ses liaisons avec les grands, notamment avec Madame Élisabeth et Montmorin », bien qu’ils reconnaissent en lui « un bon médecin désinteressé dans ses fonctions pour le public et actif pour les hôpitaux »,. Par conformisme idéologique, il est remplacé le citoyen Lenfant, chirurgien à l’hôpital d’Avon.

### Décès
Il succombe dans son hôtel particulier de Fontainebleau, le 11 germinal an III (31 mars 1795). Comme témoignage d’estime, toutes les notabilités de la ville tiennent à signer son acte de décès,. D’abord enterré dans le parc de son hôtel, il est exhumé le 12 octobre 1821 sur demande du compte de Charpin-Feugerolles, alors propriétaire, avant d’être réinhumé dans le cimetière du Mont-Pierreux ouvert en 1822.